# Pleustes panoplus
Pleustes panoplus är en kräftdjursart som först beskrevs av Henrik Nikolai Krøyer 1838.  Pleustes panoplus ingår i släktet Pleustes och familjen Pleustidae. Inga underarter finns listade i Catalogue of Life.